# Orimattila
Orimattila [ˈoriˌmɑttilɑ] ist eine Stadt in Südfinnland. Sie liegt rund 20 Kilometer südlich der Stadt Lahti und rund 93 km nordöstlich der finnischen Hauptstadt Helsinki in der Landschaft Päijät-Häme.

## Stadtgliederung
Neben dem Hauptort Orimattila umfasst die Stadt die Dörfer Heinämaa, Henna, Karkkula, Keituri, Kuivanto, Leitsamaa, Luhtikylä, Mallusjoki, Niinikoski, Pakaa, Pennala, Tietävälä, Tönnö, Virenoja und Viljamaa. Mit der Fusion mit der Gemeinde Artjärvi im Januar 2011 kamen noch Artjärvi, Hietana, Kinttula, Ratula, Salmela, Villikkala sowie einige weitere verstreut liegende kleine Siedlungen hinzu.

## Geschichte
In Orimattila wurden am Oberlauf des Flusses Porvoonjoki die ältesten Spuren menschlicher Besiedlung auf finnischem Boden gefunden; Reste einer Feuerstelle wurden auf 8700 v. Chr. datiert. Orimattila besteht als Verwaltungskörperschaft seit 1636, als es durch einen Erlass der schwedischen Königin Christina als eigenständiges Kirchspiel aus der Gemeinde Hollola herausgelöst wurde. 1865 wurde Orimattila als politische Gemeinde in ihrer heutigen Form eingerichtet, seit 1992 besitzt sie die Stadtrechte. Die ländlich geprägte Gemeinde wuchs insbesondere nach 1945 rapide, als viele Flüchtlinge aus dem an die Sowjetunion abgetretenen Karelien hier angesiedelt wurden. Am 1. Januar 2011 fusionierte Orimattila mit der Nachbargemeinde Artjärvi.

## Sehenswürdigkeiten

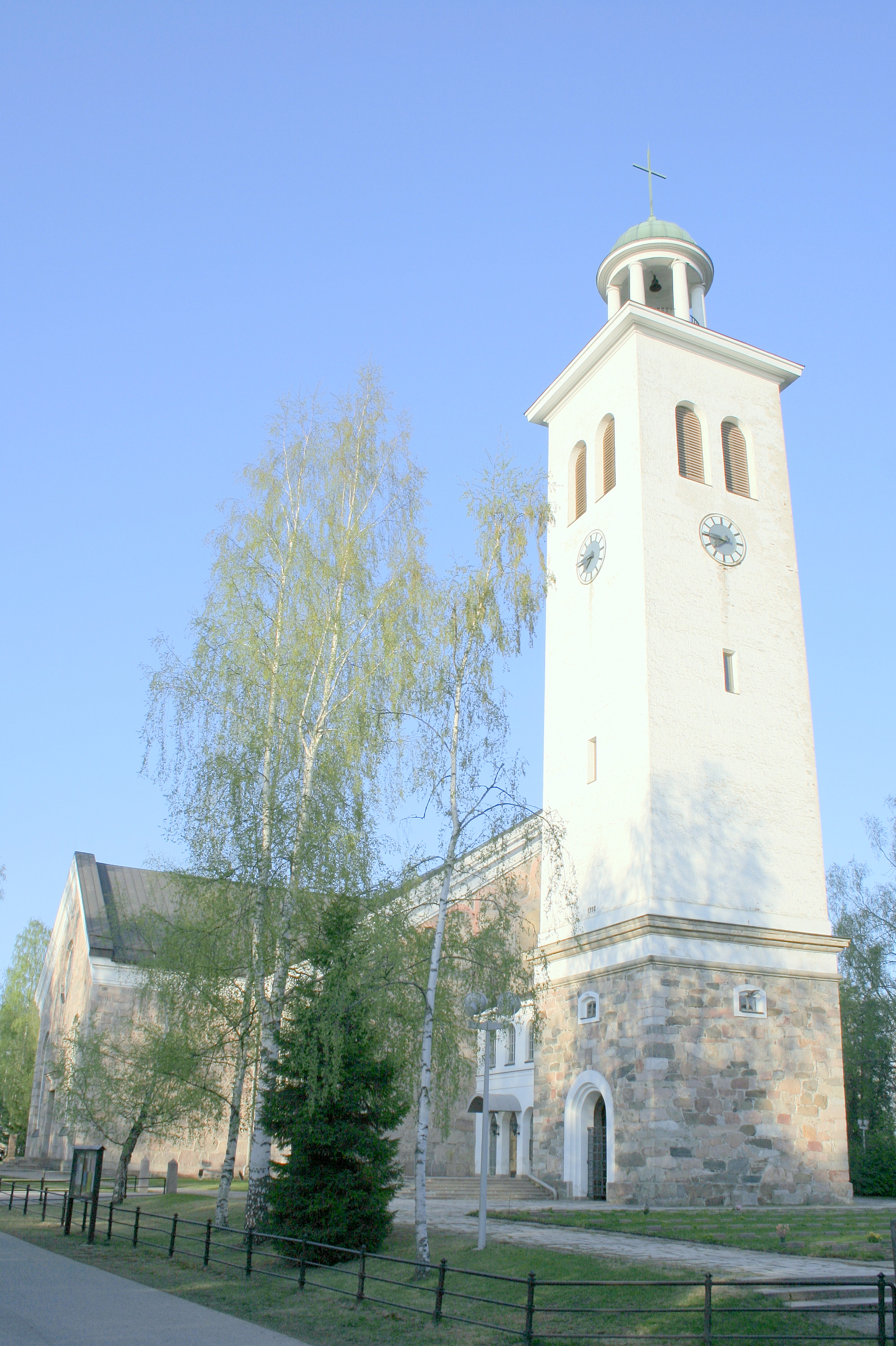

- Die aus Granitstein erbaute Kreuzkirche, errichtet zwischen 1862 und 1866.
- Heimatmuseum – eröffnet 1952

## Städtepartnerschaften
- Östhammar – seit 1948
- Landkreis Weißenburg-Gunzenhausen – seit 1962
- Jõgeva

## Söhne und Töchter der Stadt

### Politiker
- Eero Erkko (1860–1927), Journalist, Reichstagsabgeordneter und Minister

### Schriftsteller und Dichter
- Selma Anttila, Schriftsteller
- Elias Erkko (1863–1888), Schriftsteller
- Juhana Heikki Erkko (1849–1906), Dichter

### Musiker
- Kaj Chydenius, Komponist
- Eki Jantunen, Musiker
- Paavo Melander, Komponist & Texter
- Annika Siltaniemi, Tenavatähti Gewinnerin
- Martti Talvela (1935–1989), Sänger

### Bildende Künstler
- Jukka Lehtinen, Bildhauer
- Pentti Papinaho, Bildhauer
- Anna Retulainen (* 1969), Malerin

### Regisseure und Schauspieler
- Aki (* 1957) und Mika Kaurismäki (* 1955), Regisseure

### Sportler
- Taito Haara, Gewichtheber
- Kristiina Mäkelä (* 1992), Leichtathletin
- Satu Mäkelä-Nummela (* 1970), Olympiasiegerin im Trapschießen der Frauen
- Sami Perälä, Finnischer Judomeister
- Päivi Salo (* 1974), Eishockeyspielerin
- Pentti Uotinen (1931–2010), Skispringer

### Weitere berühmte Menschen
- Yvonne de Bruyn, Miss Finnland
- Riitta Väisänen, Model, Moderatorin & Miss Europa